# Academica (thư viện)
Academica là một hệ thống liên thư viện trực tuyến của Ba Lan cung cấp quyền truy cập vào các tài liệu kỹ thuật số của Thư viện Quốc gia Ba Lan bao gồm cả tài liệu có bản quyền cho người dùng đã đăng ký trong các thư viện được chọn trong lãnh thổ Ba Lan cũng như truy cập miễn phí vào tài liệu thuộc phạm vi công cộng.
Phạm vi của nó tương tự như Thư viện số của Thư viện Quốc gia Ba Lan và cho phép truy cập vào các ấn phẩm định kỳ, sách, văn bản và các tài liệu thư viện khác trong phạm vi rộng lớn của khoa học và nhân văn. Dự án được phát triển với sự hợp tác của Thư viện Quốc gia Ba Lan, Quỹ Nghiên cứu Khoa học Ba Lan và Mạng máy tính học thuật và nghiên cứu. Hệ thống có sẵn từ năm 2014. Tính đến tháng 9 năm 2017 danh mục Academica liệt kê 2.020.299 tài liệu. Giao diện cho phép tìm kiếm trong phiên bản số hóa của tài liệu cũng như siêu dữ liệu của nó bao gồm ngôn ngữ, từ khóa, ngày xuất bản và danh mục chủ đề. Nó cung cấp khả năng thực hiện tìm kiếm toàn văn bản cho các tài liệu có OCR và khả năng giới hạn đối với các biểu thức boolean (ví dụ: có thể thực hiện tìm kiếm toàn văn bản cho"Jan Kowalski").
Các thay đổi chức năng bổ sung như tùy chọn tìm kiếm bổ sung, tăng khả năng OCR và cải thiện truy cập được lên kế hoạch cho 2017-2019 trong dự án OMNIS  được hỗ trợ chủ yếu bởi các quỹ của Liên minh châu Âu.